# Prairies et bois alluviaux de la basse vallée alluviale de l'Aube
Prairies et bois alluviaux de la basse vallée alluviale de l'Aube este o arie protejată (sit de importanță comunitară — SCI) din Franța întinsă pe o suprafață de 742 ha, integral pe uscat.

## Localizare
Centrul sitului Prairies et bois alluviaux de la basse vallée alluviale de l'Aube este situat la coordonatele 48°33′16″N 3°59′50″E / 48.55444°N 3.99722°E.

## Înființare
Situl Prairies et bois alluviaux de la basse vallée alluviale de l'Aube a fost declarat arie specială de conservare în baza directivei 92/43 din 1992 referitoare la conservarea habitatelor naturale și a faunei și florei sălbatice pentru a proteja 11 specii de animale.

## Biodiversitate
Situată în ecoregiunea continentală, aria protejată conține 9 habitate naturale: Liziere de ierburi înalte hidrofile de câmpie și de nivel montan până la alpin, Păduri mixte riverane de Quercus robur, Ulmus laevis și Ulmus minor, Fraxinus excelsior sau Fraxinus angustifolia, de-a lungul marilor râuri (Ulmenion minoris), Pajiști cu Molinia pe soluri calcaroase, turboase sau argilos-nămoloase (Molinion caeruleae), Pajiști uscate seminaturale și facies de acoperire cu tufișuri pe substraturi calcaroase (Festuco-Brometalia) (* situri importante pentru orhidee), Lacuri eutrofice naturale cu vegetație de tip Magnopotamion sau Hydrocharition, Fânețe de joasă altitudine (Alopecurus pratensis, Sanguisorba officinalis), Cursuri de apă de la nivel de câmpie la nivel montan, cu vegetație Ranunculion fluitantis și Callitricho-Batrachion, Râuri cu maluri nămoloase cu vegetație de Chenopodion rubri p.p. și Bidention p.p., Păduri aluvionare cu Alnus glutinosa și Fraxinus excelsior (Alno-Padion, Alnion incanae, Salicion albae).
La baza desemnării sitului se află mai multe specii protejate:
- mamifere (2): castor (Castor fiber), liliac comun (Myotis myotis)
- nevertebrate (5): Coenagrion mercuriale, Euplagia quadripunctaria, fluturele purpuriu (Lycaena dispar), Oxygastra curtisii, Vertigo moulinsiana
- pești (4): zvârluga (Cobitis taenia), zglăvoacă (Cottus gobio), Cottus perifretum, boarță (Rhodeus amarus)

Pe lângă speciile protejate, pe teritoriul sitului au mai fost identificate 10 specii de plante, 33 de specii de păsări, 1 specie de mamifere.